# 고유군

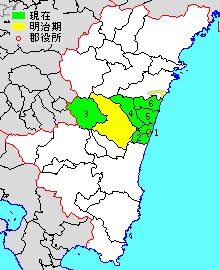
고유 군의 위치

고유군(일본어: 児湯郡)은 일본 미야자키현의 군이다.
인구 63,435명, 면적 715.03km², 인구밀도 88.7명/km².(2025년 5월 1일, 추계인구)
이하 5정 1촌으로 구성된다.
- 가와미나미정(川南町)
- 기조정(木城町)
- 신토미정(新富町)
- 다카나베정(高鍋町)
- 쓰노정(都農町)
- 니시메라촌(西米良村)